# Бикуа-Мфансе, Никаэль
Никаэль Бикуа-Мфансе (род. 13 ноября 1986, Москва) — российский спортсмен (академическая гребля), сын россиянки и конголезца.

## Карьера
Вырос в Новосибирске, в девятилетнем возрасте вернулся в Москву. С 2001 года занимался академической греблей в СДЮШОР «Красный Октябрь» под руководством Владимира Алексеевича Борщева. В 2006 г. стал бронзовым призёром Чемпионата мира среди молодёжи в двойке парной. В 2007 г. стал чемпионом России в четвёрке парной и выиграл регату в Люцерне — этап Кубка мира, став первым темнокожим спортсменом, которому это удалось.